# Donkamokam
Donkamokam là một thị xã và là nơi đặt ủy ban khu vực thị xã (town area committee) của quận Karbi Anglong thuộc bang Assam, Ấn Độ.

## Nhân khẩu
Theo điều tra dân số năm 2001 của Ấn Độ, Donkamokam có dân số 8144 người. Phái nam chiếm 52% tổng số dân và phái nữ chiếm 48%. Donkamokam có tỷ lệ 58% biết đọc biết viết, thấp hơn tỷ lệ trung bình toàn quốc là 59,5%: tỷ lệ cho phái nam là 64%, và tỷ lệ cho phái nữ là 51%. Tại Donkamokam, 16% dân số nhỏ hơn 6 tuổi.